# فروشگاه

مغازه میوه و سبزی فروشی در آنتالیا ترکیه

فروشگاه یا مغازه یا غرفه و حجره در  بازارهای سنتی ایران، مکانی برای فروش کالا می‌باشد. فروشگاه‌ها و مغازه‌های گوناگونی برای فروش گونه‌های مختلف کالا وجود دارد.

## واژه شناسی
واژه مغازه یک وامواژه فرانسوی در زبان فارسی است. این واژه در اصل ریشه در واژه le magasin فرانسوی دارد. این واژه ابتدا به صورت mağaza وارد زبان ترکی شده و سپس راه در زبان فارسی پیدا کرده‌است.

## در ایران
در ایران مناطقی که کسب‌وکار مغازه‌دارها در آنجا رونق زیادی دارد، ارزش مغازه به حدی بالاست که اصطلاحاً می‌گویند: «ارزش این مغازه‌ها را براساس «وجب» تعیین می‌کنند». مشتریان این واحدها اغلب به دنبال شغل هستند تا سرمایه‌گذاری در حوزه مسکن.